# Jaderná elektrárna Mochovce
Jaderná elektrárna Mochovce je slovenská jaderná elektrárna ve vlastnictví česko-italsko-slovenské společnosti Slovenské elektrárne. Elektrárna leží mezi městy Nitra a Levice, na místě bývalé obce Mochovce, na území obce Kalná nad Hronom.
Elektrárna provozuje dva jaderné tlakovodní reaktory typu VVER 440/213, každý s výkonem 500 MW, a jeden další stejného typu s výkonem 471 MW. V lokalitě je ještě jeden rozestavěný blok stejného typu o výkonu 471 MW. První dva bloky v roce 2009 poprvé překročily 7 000 GWh vyrobené elektrické energie za rok. Celkově tak pokrývají přibližně 26 % spotřeby elektrické energie na Slovensku.

## Historie

### Počátky
Československo poprvé projevilo zájem o výstavbu další jaderné elektrárny ve slovenském okrese Levice v roce 1975. Po úspěšném zprovoznění prvního VVER-440/230 v jaderné elektrárně Jaslovské Bohunice objednalo Československo u Škody několik kompletních bloků VVER-440/213. Dva bloky měly být připojeny k síti nejdříve v letech 1981 a 1982. V roce 1978 však došlo ke změně plánování projektu a vzhledem k většímu pokroku a modernější verzi VVER-440/213 byl projekt přesunut do Dukovan. Pro Mochovce nakonec byly objednány dva původně plánované bloky VVER-440/213, později byla objednávka rozšířena o další dva bloky.
Zatímco u předchozích zakázek byl podíl dodávek ze sovětské strany ještě relativně vysoký, u tohoto projektu dosáhl podíl dodávek z československé výroby téměř 100%, takže sovětská strana v závodě pracovala pouze pro technické konzultace. Podle plánu měly být oba reaktory posledními VVER-440, které byly uvedeny do provozu v Československu. Po spuštění měly být stavěny již jen a pouze VVER-1000. První z nich měl být uveden do provozu v jaderné elektrárně Temelín. Volba Mochovců jako místa vyvolala obavy z bezpečnostních rizik v Rakousku, nikoli však v Maďarsku, a to navzdory skutečnosti, že elektrárna byla blíže maďarským hranicím než rakouským. V roce 1978 byl zahájen rozvoj lokality, tedy demolice obce Mochovce, která se nacházela na tehdy plánovaném místě. Dle studie zadané 23. června 1978 bylo známo, že plánované místo se nachází v seismicky aktivní zóně. V důsledku toho bylo místo přesunuto o 180 metrů na skalnatější půdu. 27. listopadu 1980 byla mezi Československem a Sovětským svazem podepsána smlouva na výstavbu čtyř plánovaných bloků v Mochovcích.

### První fáze
První fázi jaderné elektrárny Mochovce tvoří dvojblok reaktorů VVER-440/213. Kolem poloviny dubna 1981 bylo vydáno stavební povolení pro první blok. Stejně jako u předchozích elektráren byly i v Mochovcích problémy s řízením projektu, což způsobilo zpoždění v projektování a přípravě investičního záměru. Vývoj staveniště pro první dva bloky naopak probíhal hladce. Celkem 1200 dělníků bylo zaneprázdněno přípravnými pracemi pro dva bloky již před samotným zahájením stavby. Do roku 1987, kdy by měla být stavba v plném proudu, by na stavbě mělo být kolem 12 000 dělníků. Existovaly však velké pochybnosti, zda to bude proveditelné, protože výstavba bytů a sociálního zařízení bylo v tomto krátkém období téměř nemožné.

### Výstavba první fáze
13. října 1983 byla oficiálně zahájena stavba prvních dvou bloků. Kvůli nedostatku pracovních sil i v československém jaderném průmyslu postupovaly práce velmi pomalu. Se zprovozněním posledního VVER-440 v elektrárně Jaslovské Bohunice V2 výrazně vzrostl počet dostupných pracovníků. Tito pracovníci byli rozděleni na staveniště jaderných elektráren Dukovany i Mochovce v poměru 1:1. Obě staveniště měla vyšší prioritu než elektrárna Temelín, který byl teprve ve fázi přípravných prací a také neměl dostatek pracovních sil. V důsledku toho byly plány výstavby další československé jaderné elektrárny pozastaveny až do plánovaného připojení první fáze výstavby Mochovců k síti v roce 1989.

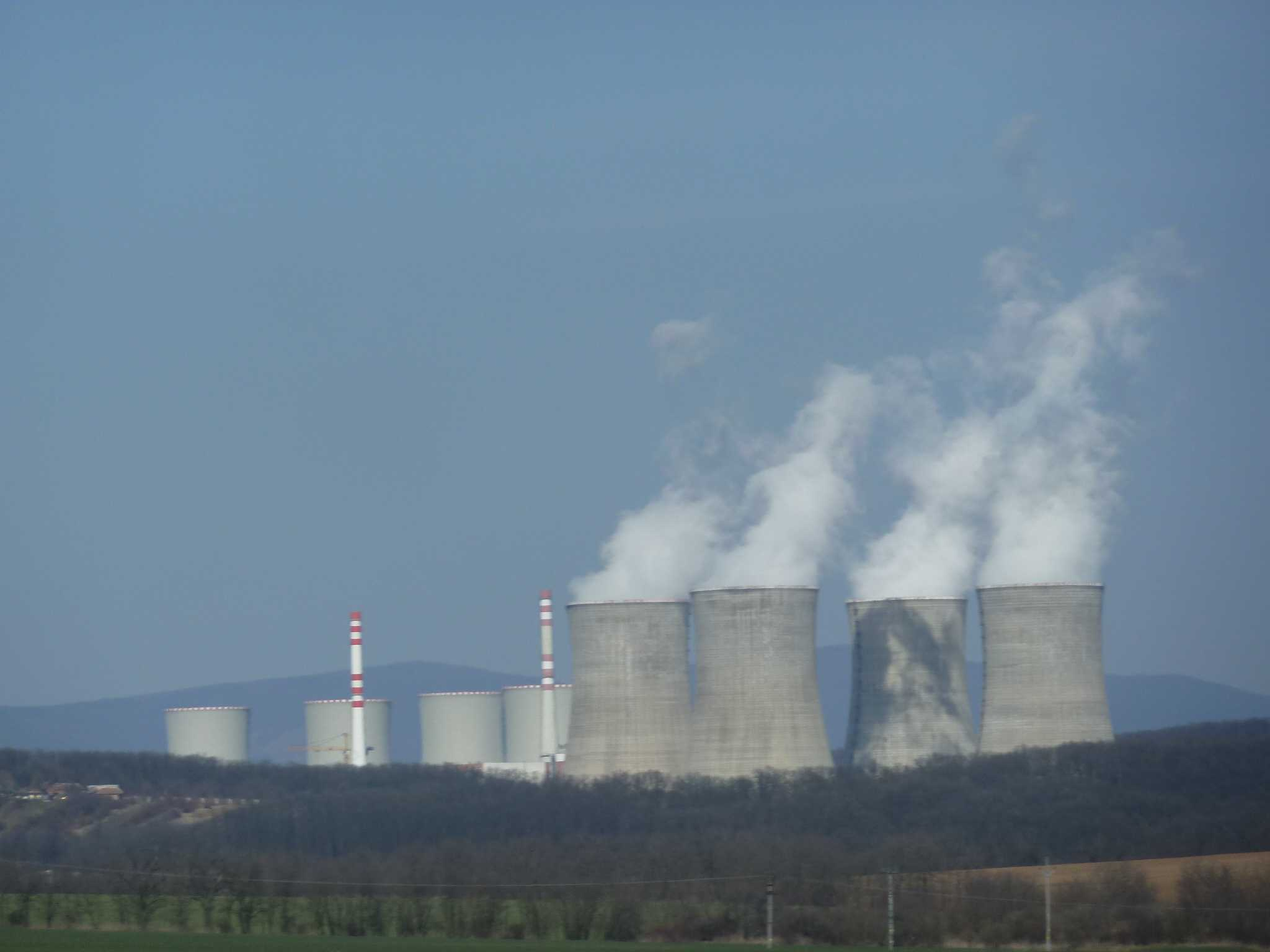
Jaderná elektrárna Mochovce

Kvůli financování výstavby se majitel a budoucí provozovatel elektrárny, Slovenské energetické podniky, dostal do finančních problémů. Pomoc přišla od společnosti Bayernwerk v Německu, která nabídla účast na jaderné elektrárně. Nabídka však nebyla přijata a Slovenské energetické podniky zkrachovaly. V důsledku toho musela být výstavba dvou bloků 15. srpna 1990 zastavena. První blok byl v té době dokončen téměř z 90 %, druhý zhruba z 80 %. Prostředky na záchranu budovy ve výši 80 milionů marek daly k dispozici západoněmecká energetická společnost Bayernwerk a společnost Électricité de France. Obě společnosti také nabídly dokončení prvních dvou bloků za 1,3 miliardy marek.
Ze strany Slovenska byly prověřovány nabídky různých společností, včetně spolupráce mezi Škoda a Westinghouse, ale Atomenergoexport obdržel zakázku v roce 1996, protože Komerční banka a Česká spořitelna nabídly podpůrný úvěr 450 milionů dolarů určený na dokončení elektrárny. Na schůzce slovenského premiéra Vladimíra Mečiara v Rakousku s kancléřem Franzem Vranitzkym Mečiar potvrdil dostavbu elektrárny Mochovce, ale také uvedl, že navzdory smluvní straně budou bezpečnostní modernizace provedeny na nejvyšší úrovni, jak jen to je u reaktorů VVER-440 možné. Modernizace bezpečnostního řídicího systému mělo provést francouzsko-německé konsorcium tvořené společnostmi Framatome a Siemens. Evropská banka pro obnovu a rozvoj si svou půjčkou ve výši 412,5 milionu dolarů podmínila, že Bohunice V1 bude odstavena do roku 2000 a Électricité de France převezme plný technický dozor nad provozem. Výběrem ruského smluvního partnera mohla výstavba získat více peněz a navíc to mělo zabránit odstavení elektrárny Bohunice V1 v roce 2000. Společnost Électricité de France měla zůstat partnerem. V září 1995 Slovensko oficiálně odmítlo půjčku od Evropské banky pro obnovu a rozvoj.
V říjnu 1995 převzal Energoprojekt Praha technické řízení staveniště Électricité de France. Celkově závod zůstal v rukou České republiky a Slovenska, jak tomu bylo již v době Československa. 14. května 1996 bylo zmrazení stavby Mochovců oficiálně zrušeno a práce se opět pomalu rozběhly. Zatímco v prvním bloku bylo nutné pouze zaměnit řídicí systémy, ve druhém bloku se stále pracovalo. Dostavba elektrárny Mochovce byla mezinárodně považována za referenční projekt pro budoucnost VVER-440, protože jako první ukázal, co by bylo možné z hlediska bezpečnostních modernizací. Dne 27. dubna 1998 začalo zavážení paliva prvního bloku. 8. června 1998 byl proces dokončen.

### Spuštění první fáze
Podle první projekce měl být první blok uveden do provozu v roce 1986 a druhý v roce 1987. Předpokládané uvedení do provozu roku 1986 bylo spíše ambiciózním než reálným cílem. Pokud by byl tento termín dodržen, výstavba takového bloku do pěti let by byla rekordní. V roce 1985 se předpokládalo uvedení do provozu v roce 1989. V roce 1990 byla dostavba bloků v letech 1992 až 1994 považována za reálnou.

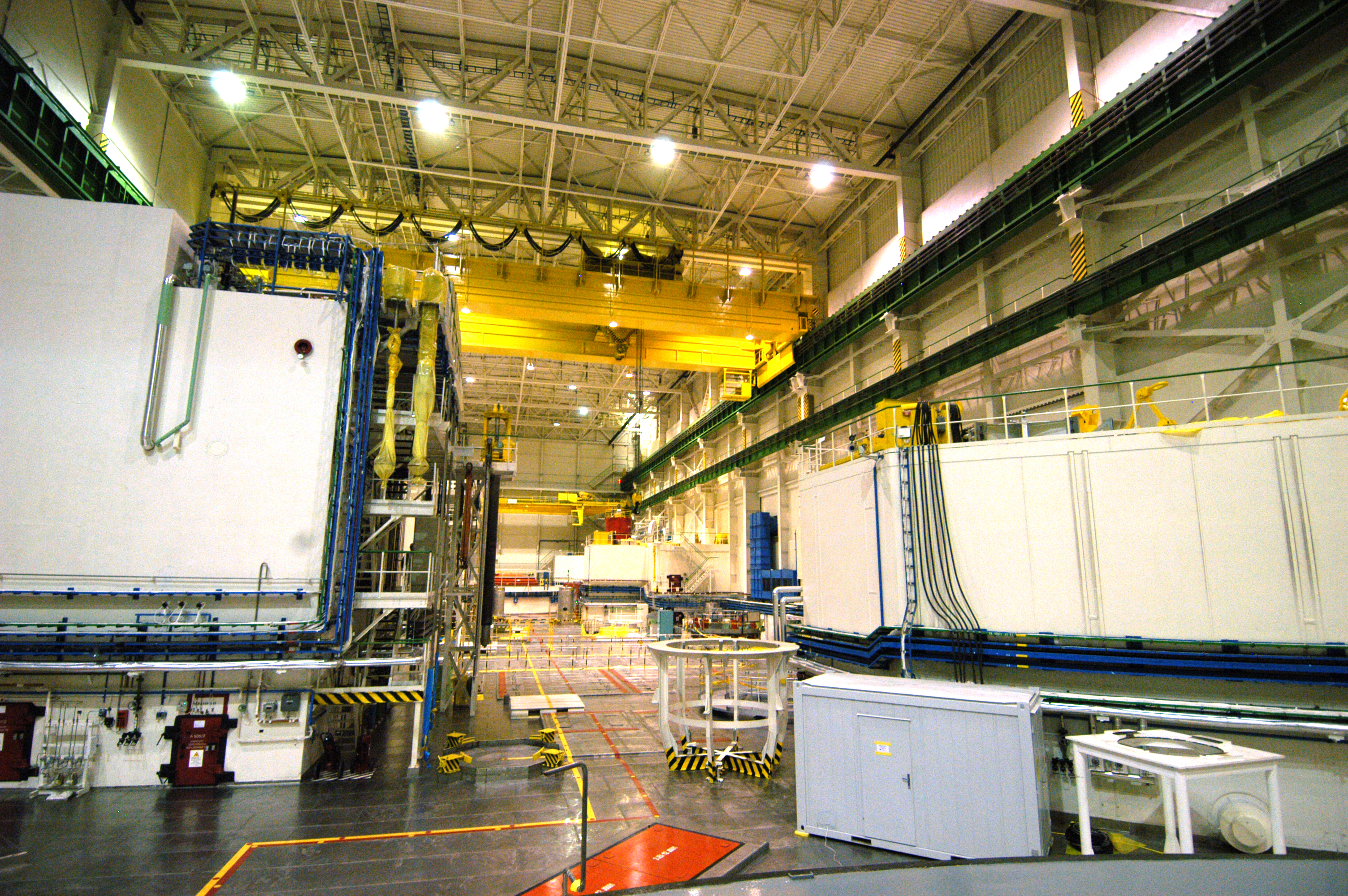
Reaktorový sál bloků 1 a 2 v roce 2005

9. června 1998 přesně ve 3:37 tamního času byl první reaktor kriticky spuštěn. 4. července 1998 mohl být blok synchronizován s elektrickou sítí. Následně byl blok spuštěn na jmenovitý výkon, poté na tomto výkonu proběhl půlroční zkušební provoz. 24. září 1998 se blok poprvé rozběhl v plné zátěži. Po absolvování šestidenního zkušebního provozu převzaly blok Slovenské elektrárne. 29. října 1998 byl blok uveden do komerčního provozu.  Na konci listopadu 1998 schválil slovenský dozorový úřad plnou provozní licenci pro 1. blok a tím i plný pravidelný provoz elektrárny.
Původně měl být Mochovce 2 připojen k síti na jaře 1999, ale uvedení do provozu bylo odloženo o šest měsíců, protože nejprve bylo třeba analyzovat pravidelný provoz prvního bloku na delší dobu, aby bylo možné provést případné zlepšení. Změněna byla i délka zkušebního provozu a byl nařízen provoz při plné zátěži 144 hodin.
1. prosince 1999 byl druhý reaktor poprvé kritický. 20. prosince 1999 byl blok poprvé synchronizován s elektrickou sítí a 11. dubna 2000 byl uveden do komerčního provozu. Během několika prvních let provozu jednotky podaly dobrý provozní výkon a prokázaly, že dodatečné vybavení západními bezpečnostními systémy společnosti Siemens bylo úspěšné. Společnost následně obdržela další zakázky na modernizaci bloků Bohunice V1 a čtyř bloků maďarské Jaderné elektrárny Paks.

### Druhá fáze
Druhou fázi jaderné elektrárny Mochovce tvoří zakázka se dvěma VVER-440/213. Technicky by měl být systém identický. Spolu s přípravnými pracemi proběhly i první stavební kroky.

### Výstavba druhé fáze
27. ledna 1987 byla oficiálně zahájena výstavba třetího a čtvrtého bloku. Práce od roku 1990 postupovaly pomalu, ale pokračovaly i přes to, že Slovenské energetické podniky zkrachovaly. Opodstatněním bylo, aby byla dokončena hrubá stavba reaktorů a tím byla umožněna konzervace. Stavba obou bloků byla zastavena 7. července 1993. Peníze na konzervaci budovy ve výši 80 milionů marek poskytly západoevropské energetické společnosti Bayernwerk a Électricité de France. Oba bloky byly v tu dobu dokončeny z 30 %. V zásadě byly postaveny pouze budovy a nebyly instalovány téměř žádné komponenty. Již v roce 1995 bylo jasné, že výstavba těchto bloků by měla být dokončena. Kdy a jak ještě nebylo otázkou, ale při návštěvě Rakouska premiér Vladimír Mečiar oznámil, že Mochovce budou poslední slovenskou jadernou elektrárnou. Předpokládalo se, že dostavba by mohla být realizována nejdříve po roce 2000. Po zprovoznění Mochovce 1 a krátce před zprovozněním Mochovce 2 však vyhlídky vypadaly značně nereálně. Ministr hospodářství Ľudovít Černák na jaře 1999 prohlásil, že na dostavbu Mochovce 3 a 4 nejsou finanční prostředky. Slovenské elektrárne proto hledaly alternativní způsob financování bloků. Černák také navrhl, aby Bohunice V1 by zůstaly připojeny k síti, dokud nebudou spuštěny Mochovce 3 a 4. Pro vstup Slovenska do Evropské unie však bylo nezbytné Bohunice V1 odstavit. Dva ministři EU Gordon Adam a Piia-Noora Kauppi vysvětlili, že neexistuje žádná alternativa a že dostavbu Mochovce 3 a 4 lze považovat za náhradu kapacity.

Kvůli velmi špatné ekonomické situaci země se Slovensko od srpna 2002 snažilo privatizovat 49% podíl ve Slovenských elektrárnách. V rámci toho byla vypracována studie proveditelnosti. Podíl byl později zvýšen na 66 %, čímž by se kupující stal většinovým vlastníkem. Italská energetická společnost Enel vyhrála nabídkové řízení v roce 2005 a koupila podíl za 840 milionů eur a s ním dluh ve výši 1,1 miliardy eur. Přesto Enel plánoval další investice ve výši více než 1 miliardy EUR v Mochovcích na dostavbu 3. a 4. bloku. Oficiální souhlas s převzetím byl dán v srpnu 2005. Náklady na dostavbu Mochovce se tehdy odhadovaly na 1,6 miliardy eur. Od roku 2006 by měl být vypracován jasný investiční záměr a harmonogram prací na blocích. 

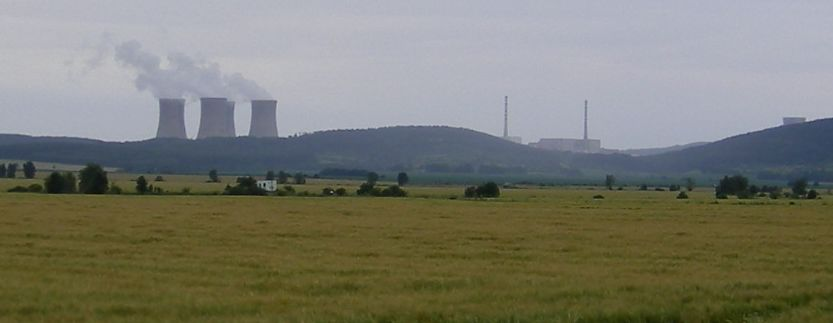
Jaderná elektrárna Mochovce

V únoru 2007 Slovenské elektrárne oficiálně rozhodly o dokončení bloků Mochovce 3 a 4. Enel byl připraven přispět na dostavbu celkovou částkou 1,8 miliardy eur. V březnu 2007 podepsal Enel s nově založenou ruskou státní holdingovou společností Rosatom prohlášení o záměru o spolupráci při výstavbě. Již tehdy se předpokládalo, že zakázku dostane Rusko. Do dubna 2007 již Slovenské elektrárne investovaly přibližně 576 milionů eur do studií a přípravných prací na dokončení. Od roku 2007 byly oficiálně zahájeny přípravné práce. Do října 2007 přijalo úvěrové přísliby celkem osm evropských bank. Pokud jde o financování, byl však na Slovenské elektrárne vyvíjen silný tlak, aby projekt dokončily. Dánská skupina ING se rozhodla neinvestovat do Mochovce poté, co Greenpeace a další nevládní organizace vyjádřily obavy. V důsledku toho Greenpeace zahájilo silnou kampaň proti dalším bankám v Evropě, které půjčovaly na výstavbu Mochovce 3 a 4 nebo Belene.
V květnu 2008 oficiálně podalo nabídku na dostavbu bloků konsorcium Škoda JS a Atomstrojexport, ale i slovenští dodavatelé. V červenci 2008 schválila Evropská komise dostavbu bloků Mochovce 3 a 4 výměnou za dodatečná bezpečnostní opatření. Evropská komise byla ostře kritizována Robertem Ficem, protože prověřování projektu trvalo déle než rok a zbytečně prodlužovalo schvalovací proces.
Do roku 2013 náklady na dva bloky vzrostly na 3,8 miliardy EUR z dříve zamýšlených 1,8 miliardy EUR. Důvodem navýšení ceny jsou požadovaná bezpečnostní vylepšení systému. Kvůli prodeji 66 % podílu Enelu ve Slovenských elektrárnách se dokončení zpozdilo, protože noví majitelé museli nejprve znovu schválit rozpočet elektrárny. V říjnu 2014 byl blok 3 dokončen asi z 80 % a blok 4 na 60 %. Na dokončení se předpokládala částka ještě přibližně 800 milionů eur.
Dne 9. května 2015 bylo oznámeno, že byly zajištěny investice pro Mochovce 3 a 4, které lze očekávat v konečné ceně 4,6 miliardy eur. Stupeň dokončení bloku 3 byl v tuto chvíli již 92 %. Pokud by byl plán dodržen, očekávalo se, že 3. blok bude uveden do provozu v listopadu 2016, přičemž uvádění do provozu mohlo začít již koncem roku 2015.

### Spuštění druhé fáze
Podle původní projekce měl být třetí blok v provozu v roce 1988 a čtvrtý v roce 1989. V roce 1985 se předpokládalo uvedení do provozu v roce 1990. V roce 1988 bylo zprovoznění posledního bloku odsunuto na rok 1992. Po převzetí Slovenských elektráren Enelem se v říjnu 2005 očekávalo zahájení provozu bloků v roce 2011. Se zahájením prací na blocích v červnu 2009 bylo stanoveno, že blok 3 by měl být online v únoru 2013 a blok 4 v říjnu 2013. Vzhledem ke zpožděním se očekávalo, že blok 3 bude uveden online ve 3. čtvrtletí 2016, přičemž 4. blok bude následovat ve 4. čtvrtletí 2017. Poslední avizovaný termín připojení k síti je leden 2023 v případě bloku č. 3 a leden 2025 v případě bloku č. 4.
25. srpna 2022 definitivně udělil slovenský ÚJD licenci pro uvedení třetího bloku do provozu. Od udělení licence může proběhnout spuštění reaktoru do několika týdnů. 9. září 2022 byla do reaktoru vložena první palivová kazeta. Palivové kazety dodala RF. Tímto začalo nakládání paliva do šachty reaktoru. 12. září 2022 již byla tlaková nádoba plně osazena jaderným palivem. Po spuštění se ze Slovenska měl stát exportér elektrické energie. 22. října 2022 byla ve 3. reaktoru spuštěna řízená štěpná reakce a bylo dosaženo minimálního kontrolovatelného výkonu. V té době bylo na 4. bloku dokončeno zhruba 90 % konstrukčních prací. 13. ledna 2023 podepsal Úrad jaderného dozoru SR písemný souhlas s energetickým spuštěním třetího bloku. 31. ledna 2023 v 22:57 místního času byl blok č. 3 přifázován k síti s výkonem 20 % nominálního výkonu a poprvé dodal elektrickou energii do sítě. 18. července 2023 byl výkon bloku zvýšen na 75 %. 14. srpna 2023 byl výkon bloku zvýšen na 90 %. Dne 24. září byl výkon třetího bloku zvýšen na 100 %. Třetí blok přešel do komerčního provozu dne 17. října 2023. V říjnu 2024 bylo oznámeno, že blokové systémy čtvrtého bloku jsou funkční a prošly zkouškami. Při těchto testech byla ověřena také těsnost primárního okruhu. V březnu 2025 začaly na čtvrtém bloku hydrozkoušky za tepla. Při těchto testech bude primární okruh natlakován až na 13,7 MPa, což je více než 111 % běžného tlaku. Voda v primárním okruhu bude ohřáta na 130 °C.

### Třetí fáze
V roce 1986 se poprvé objevily další plány pro Mochovce. Ty stanovily, že po roce 2000 by měly být na místě postaveny až čtyři další VVER-440. V témže roce se však tato úvaha změnila ve prospěch výstavby čtyř VVER-1000/320 v rámci expanzního programu rozšíření jaderných elektráren Bohunice, Mochovce a Dukovany na osm bloků, obdobně jako při výstavbě čtyř VVER-1000/320 v Temelíně, a prozatím jeden blok měl být postaven v Kecerovcích. V Mochovcích začaly příslušné přípravné práce, které však byly kvůli nedostatku pracovníků odloženy ve prospěch Temelína. Mimo jiné, plán byl změněn i proto, že nové VVER-440 už nebylo v plánu stavět a místo nich měly být po roce 1990 uváděny do provozu již pouze moderní VVER-1000/320.

## Technické informace

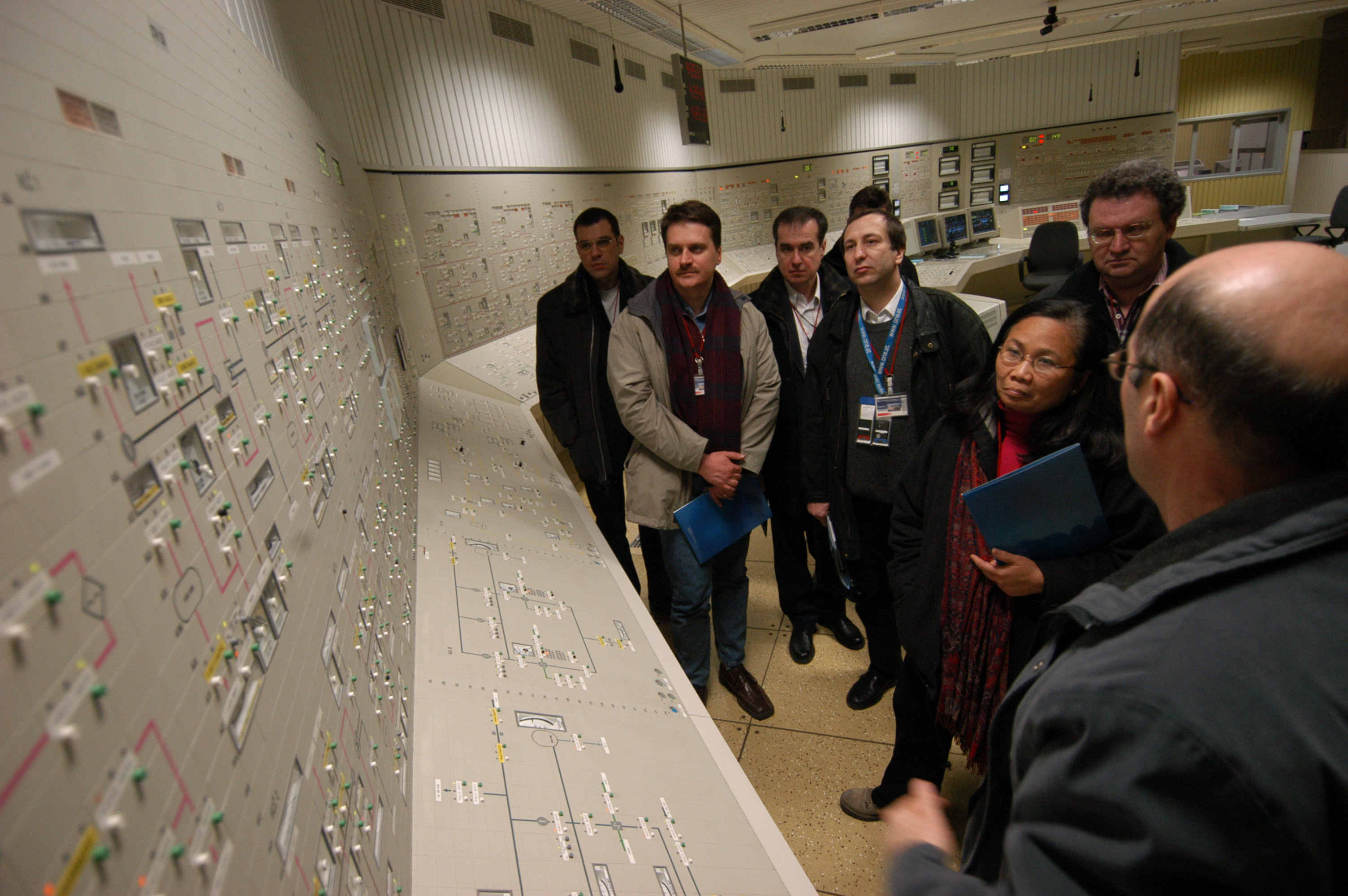
Velín bloku č. 1

Všechny čtyři bloky jsou vybaveny reaktory typu VVER-440/213 ve specializované verzi 213Č. Konstrukčně se Mochovce podobají jaderné elektrárně Dukovany. První dva bloky dosahují hrubého elektrického výkonu 470 MW, z toho 436 MW je přiváděno do elektrické sítě. Bloky 3 a 4 mají plánovaný hrubý elektrický výkon 471 MW, z toho 440 MW má být dodáváno do elektrické sítě.
V rámci dostavby došlo k řadě vylepšení, jako je úprava řídicího systému Siemens tak, jak byl použit v bloku Isar 2, seismické zesílení a změny ve dvou chladicích smyčkách na základě zkušeností získaných z provozu Jaslovských Bohunic a Dukovan. Výměnou kondenzačního zařízení byl zvýšen odvod zbytkového tepla ze všech bloků. Další zvláštností je, že systém nouzového chlazení jádra elektrárny pracuje s předehřátou chladicí vodou. Ve starších elektrárnách, které byly postaveny podle původního schématu, se tato voda nepředehřívá a v nejhorším případě může při rychlém přívodu vyvolat tepelný šok a způsobit prasknutí potrubí nebo reaktoru. Pro primární okruh byl také integrován filtrovaný havarijní odkalovací systém, který u VVER-440/213 doposud neexistoval. Dále byl do bloků instalován kompletní hasicí systém a byla provedena vylepšení ochrany reaktoru.

## Informace o reaktorech
| Reaktor    | Typ reaktoru  | Výkon  | Výkon  | Zahájení výstavby                                           | Připojení k síti | Uvedení do provozu | Uzavření |
| Reaktor    | Typ reaktoru  | Čistý  | Hrubý  | Zahájení výstavby                                           | Připojení k síti | Uvedení do provozu | Uzavření |
| ---------- | ------------- | ------ | ------ | ----------------------------------------------------------- | ---------------- | ------------------ | -------- |
| Mochovce-1 | VVER-440/213  | 467 MW | 500 MW | 13. 10. 1983 (stavba zastavena 1992, obnovena 1996)         | 7. 4. 1998       | 29. 10. 1998       |          |
| Mochovce-2 | VVER-440/213  | 469 MW | 500 MW | 13. 10. 1983 (stavba zastavena 1992, obnovena 1996)         | 20. 12. 1999     | 4. 11. 2000        |          |
| Mochovce-3 | VVER-440/213+ | 440 MW | 471 MW | 27. 1. 1987 (stavba zastavena 1993, obnovena v červnu 2009) | 31. 1. 2023      | 17. 10. 2023       |          |
| Mochovce-4 | VVER-440/213+ | 440 MW | 471 MW | 27. 1. 1987 (stavba zastavena 1993, obnovena v červnu 2009) | 2025             | 2025               |          |

### Voda pro chlazení
Voda potřebná k chlazení se odebírá z vodní nádrže Veľké Kozmálovce na řece Hron.

### Dálkové vytápění
Původně bylo plánováno zásobování města Nitra dálkovým vytápěním z jaderné elektrárny. Plány nebyly nikdy realizovány.

## Kritika výstavby
Vedle kritiky ze strany místních organizací a politických stran je dostavba elektrárny terčem kritiky především ze strany rakouské vlády a rakouské ekologické organizace GLOBAL 2000. Ta i na základě svědectví interních whistleblowerů z řad bývalých zaměstnanců elektrárny kritizuje především nízkou kvalitu prováděných prací. Její obvinění byla nicméně odmítnuta slovenským úřadem pověřeným dohledem nad dostavbou elektrárny. V důsledku pochybností o bezpečnosti se v elektrárně v roce 2019 odehrála i kontrolní inspekce Mezinárodní agentury pro atomovou energii, která našla dílčí závady, ale neřešitelné problémy neodhalila. Nedostatky odhalila také kontrola Úřadu jaderného dozoru Slovenské republiky.